# Židovka (opera)
Židovka (ve francouzském originále La Juive) je grand opéra francouzského skladatele Jacquesa Fromentala Halévyho. Premiéra se odehrála v Opéra de Paris 23. února 1835. Libreto opery pochází z pera Eugèna Scriba.

## Kontroverzní námět a jeho aktualizace
Ačkoliv v době svého vzniku patřila Židovka k nejoblíbenějším a nejhranějším operním kusům (v prvních padesáti letech byla jen v Paříži uvedena 500krát), od třicátých let dvacátého století pomalu zmizela z repertoáru většiny hudebních scén. To bývá obvykle připisováno tomu, že její příběh v sobě obsahuje silné antisemitské téma. Téma náboženské a ideologické nesnášenlivosti však nabývá v současnosti nového aktuálního významu, a tak opera v posledních letech zažívá naopak jakousi svoji renesanci. Na aktualizaci příběhu, ve smyslu poukázání na to, že podhoubím většiny konfliktů je fanatická náboženská víra, zakořeněná intolerance a přehnaná pomstychtivost, je např. postavena incenace opery v belgickém Gentu z roku 2015.

## Z inscenační historie v českých zemích
V českých zemích se Židovka hrála poprvé již 6. března 1837 v brněnském městském divadle, v pražském Stavovském divadle pak 25. července 1838. Patřila také mezi první opery uvedené v českém Prozatímnim divadle, totiž 6. ledna 1864. V pražském Národním divadle pak byla poprvé uvedena roku 1884. Ačkoliv zde byla od té doby inscenována ještě pětkrát, derniéra poslední pražské inscenace proběhla již v roce 1935. Vůbec naposledy tak operu v Česku uvedlo Národní divadlo moravskoslezské, a to v roce 2002. Za zmínku pak ještě stojí uvedení ve Slovenském národním divadle z roku 2015, které přebralo režijní pojetí již zmiňované inscenace v belgickém Gentu.

## Stručný děj opery
Do hlavní postavy opery, mladé (pouze domnělé) židovky Rachel, je zamilován křesťanský princ Léopolda, který je však již ženatý s princeznou Eudoxií. Celý příběh nakonec končí tragicky a to upálením Rachelina otce Éléazara i samotné Rachel.

## Zajímavost
Princ Léopold je v opeře opěvován za to, že přemohl husitská vojska, což dává Židovce dost silný český nádech.